# Matteo Agosta
Matteo Gesualdo Antonio Agosta (Vizzini, 18 gennaio 1922 – Catania, 18 maggio 1964) è stato un politico italiano.

## Biografia
Figlio di Vito Giovanni Agosta, avvocato, e di Dorotea La Ferlita, possidente. 
A 23 anni, seguendo le orme paterne, si laureò in giurisprudenza nel 1945 e successivamente in filosofia nel 1948 presso la Università di Catania. Divenne procuratore legale ed avvocato.
Dal 1948 al 1958 fu dirigente provinciale della DC di Catania.
Dal 1956 fu sindaco del Comune di Vizzini.
Tra gli altri incarichi, fu Consigliere provinciale scolastico; componente del Comitato provinciale assistenza e beneficenza; componente del Comitato regionale e provinciale dell'A.N.C.R.; Membro dell'Associazione Italiana Arbitri; fu inoltre amministratore dell'Ospedale municipale "Garibaldi" e della zona industriale di Catania.
In sostituzione dell'on. Matteo Agosta, al parlamento il 21 maggio 1964 Nicola Cavallaro fu proclamato deputato.